# Vernár
Vernár (szlovákul: Vernár, németül: Wernsdorf) község Szlovákiában, az Eperjesi kerületben, a Poprádi járásban.

## Fekvése
Poprádtól 18 km-re délre, a Vernári-patak partján fekszik. A tájat uraló Király-hegy lábánál, a csúcstól északkeleti irányban található.

## Története
A települést a német jog alapján 1295-ben alapították a Görgey család szepesi birtokán. Alapítója az izsákfalvi Hans fia Werner volt, akit a Görgeyek a soltészjog alapján bíztak meg a terület betelepítésével. 1310-ben „villa Vernari” néven említik először. 1310-ben Farkassy Illés szepesi várnagy a települést más birtokokkal együtt a létánfalvi karthauzi szerzeteseknek adta. 1330-ban „Jacow Rete” néven említik. A 16. századtól a murányi uradalom része volt. A Koháry, Széchy, majd a Coburg család birtokában állt. 1657-ben a község a szepesi káptalan zálogbirtoka lett, de 1700-ban visszakerült birtokosához.
A 18. század végén Vályi András így ír róla: „Vernád. Tót falu Gömör Várm. földes Ura Gr. Koháry Uraság, lakosai többfélék, fekszik hegyek között; határja hegyes, legelője jó.”
1828-ban 51 házában 817 lakos élt. Lakói állattenyésztéssel, fakitermeléssel és faeszközök készítésével foglalkoztak.
A 19. század közepén Fényes Elek leírásában: „Vernárd, Gömör v. orosz falu, a Királyhegy háta megett a szepes országutban: 58 romai, 754 g. kath., lak. Görög kath. paroch. templommal. Határa felette hegyes, erdős; juh- és marhatenyésztése nevezetes. Ut. post. Rosnyó.”
Borovszky Samu monográfiasorozatának Gömör-Kishont vármegyét tárgyaló része szerint: „Vernár, a Királyhegy alján fekvő tót kisközség, 113 házzal és 620 gör. kath. vallású lakossal. Murány vár tartozéka volt és annak tartozékaival együtt az idők folyamán a Koháryak, majd a Coburg herczegi család birtokába került. Az itt élő hagyomány szerint a község alapítója bizonyos Verner gróf volt és tőle vette a nevét. A lakosok Koháry István alatt tértek át a görög katholikus hitre. Széchi Mária birtoklása idejében a község zálogjogon Thököly István kezére jutott. Azelőtt Vernád-nak is nevezték. Nevezetes volt juh- és marhatenyésztése. Határában ásványvíz-forrás van. Itten ered, több patakocska egyesüléséből, a Hernád. Gör. kath. temploma 1824-ben épült. Ide tartozik Pusztamező és Fürésztelep. Postája van, távírója és vasúti állomása pedig Poprád.”
A trianoni diktátumig Gömör-Kishont vármegye Garamvölgyi járásához tartozott.
A háború után lakói mezőgazdasággal, fuvarozással foglalkoztak. Vernár kulcsszerepet kapott az 1944-ben kitört szlovák nemzeti felkelésben. 1944. augusztus 20-án a partizánok megszállták a települést, majd védelemre rendezkedtek be. Vernár környékén egészen október végéig heves harcok folytak.

## Népessége
| Év:            | 1994. | 2004.   | 2014.   | 2024.   |
| -------------- | ----- | ------- | ------- | ------- |
| Emberek száma: | 711   | 642     | 585     | 547     |
| Eltérés:       |       | -9,70 % | -8,87 % | -6,49 % |

| Év:            | 2023. | 2024.   |
| -------------- | ----- | ------- |
| Emberek száma: | 556   | 547     |
| Eltérés:       |       | -1,61 % |

1910-ben 673, túlnyomórészt szlovák anyanyelvű lakosa volt.
2001-ben 681 lakosából 669 szlovák volt.
2011-ben 599 lakosából 562 szlovák volt.
2021-ben 572 lakosából 565 (+2) szlovák, 2 cseh, 1 (+10) ruszin és 4 ismeretlen nemzetiségű volt.

## Neves személyek
- Itt született 1817-ben Borsody Miklós ügyvéd, gimnáziumi tanár.

## Nevezetességei
Népi építészeti emlékei és színes népviselete miatt néprajzi nevezetesség.

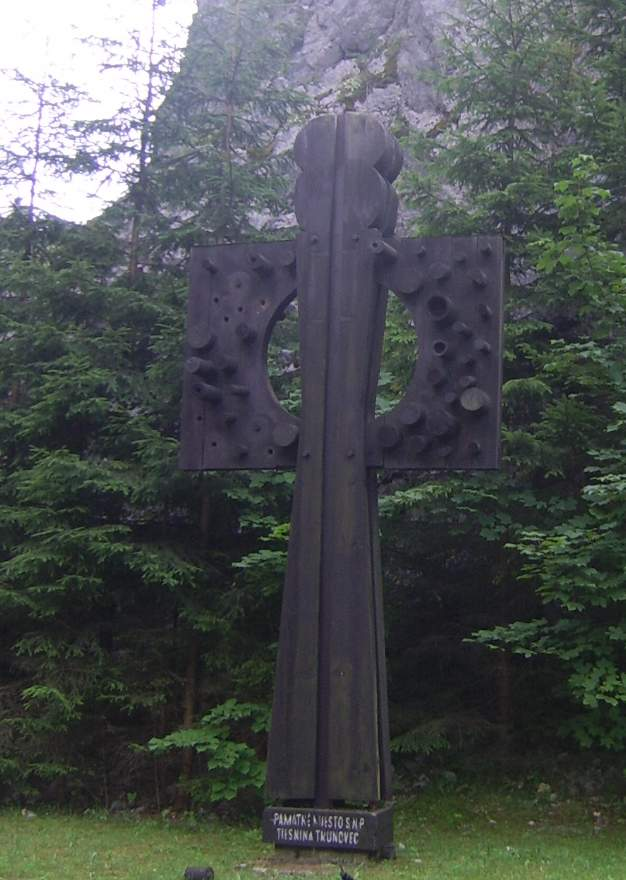
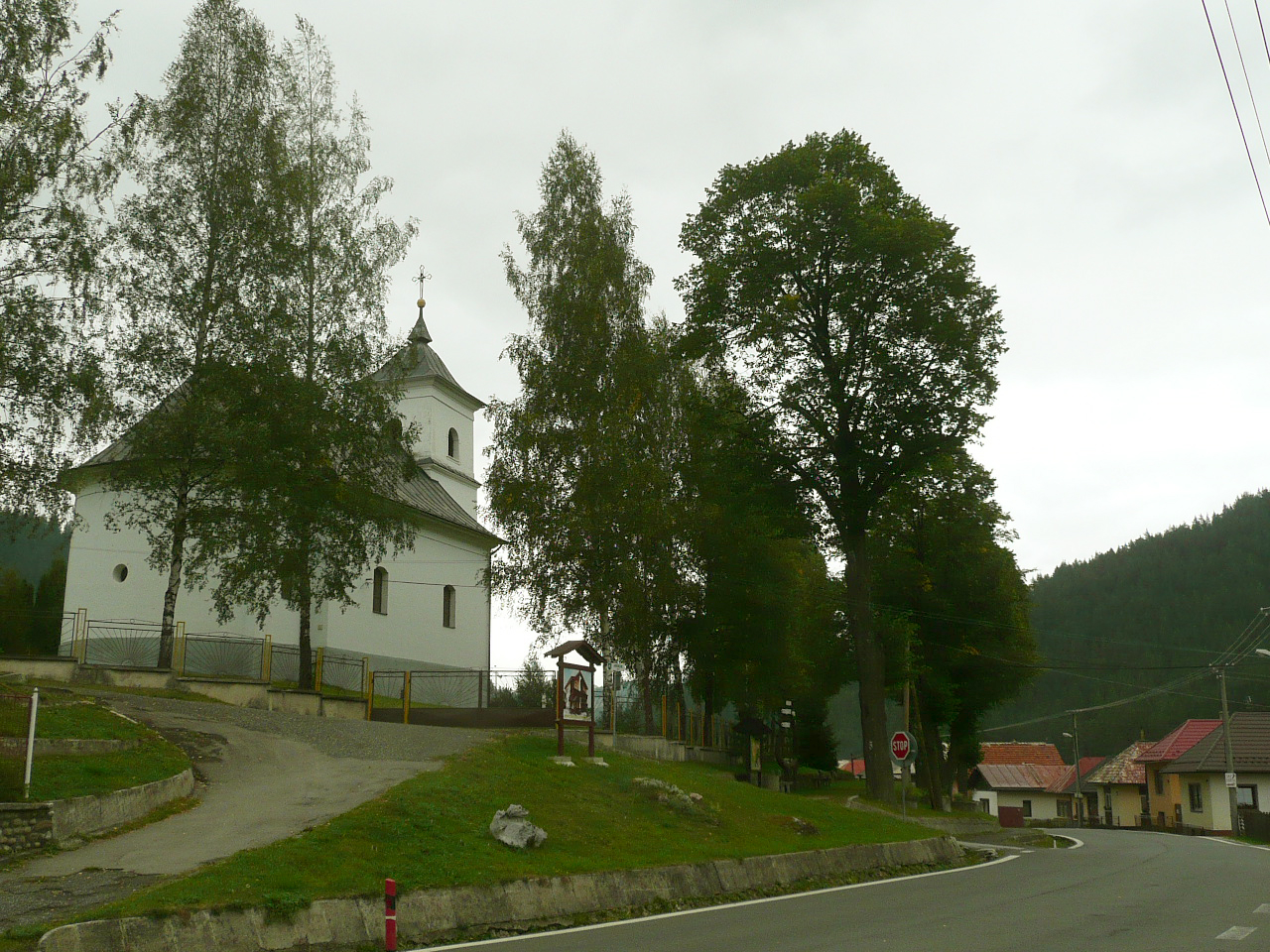
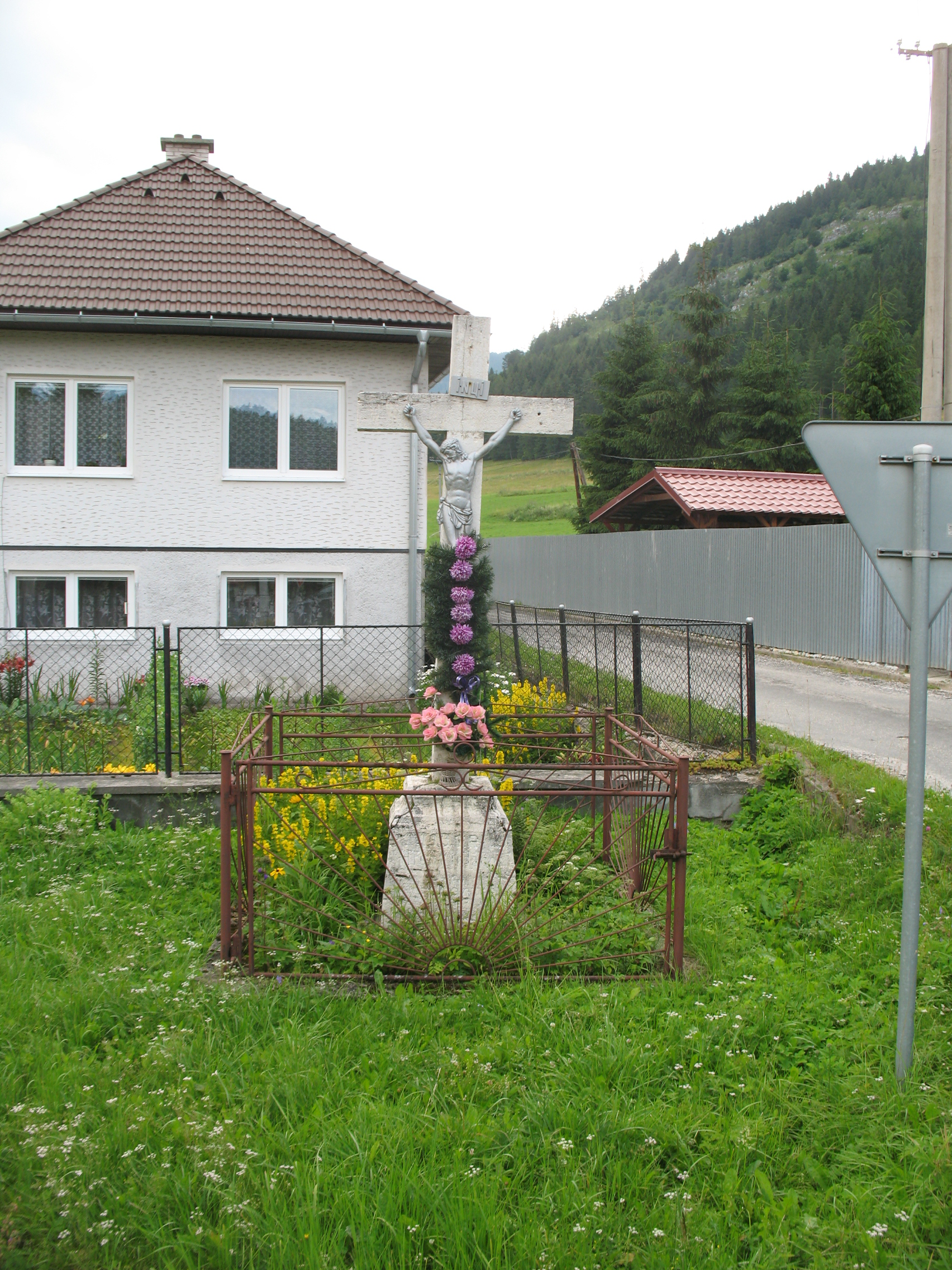

- A görögkatolikus templom 1824-ben épült klasszicista stílusban, szép ikonosztáza van.